# Revelry
Revelry is een nummer van de Amerikaanse rockband Kings of Leon uit 2009. Het is de vijfde single van hun vierde studioalbum Only by the Night.
Het nummer flopte in Amerika, maar werd in het Verenigd Koninkrijk, Oceanië, Polen en het Nederlandse taalgebied wel een klein hitje. In Nederland bereikte het nummer de 13e positie in de Tipparade, en in Vlaanderen de 19e positie in de Tipparade.